# Gouvernement Antonio Maura (2)
Pour les articles homonymes, voir Gouvernement Antonio Maura.
Le second gouvernement d’Antonio Maura ou « gouvernement long » d’Antonio Maura (« gobierno largo » de Antonio Maura) est le gouvernement du royaume d’Espagne en fonction entre le 25 janvier 1907 et le 21 octobre 1909, présidé par le conservateur Antonio Maura.
Il est nommé « gouvernement long » dans l'historiographie espagnole en raison de sa durée — presque trois ans —, exceptionnellement longue dans le régime de la Restauration (1874-1923) — seuls le cinquième gouvernement de Sagasta formé en 1885 et le Directoire civil de la dictature de Primo de Rivera formé en 1925 furent plus longs —, a fortiori en comparaison avec les gouvernements libéraux qui le précédèrent, qui ne durèrent que quelques jours.
Ce gouvernement tenta de mettre en place une « révolution d’en haut » pour faire face aux demandes insistantes de régénération du système dans l’opinion. Durant l’été 1909, il dut faire face à la Semaine tragique, au cours de laquelle de graves troubles sociaux survinrent à Barcelone et d’autres villes de Catalogne, qu’il réprima durement en faisant appel à l’armée.

## Contexte
À la suite de l’approbation de la Ley de Jurisdicciones, le Parti libéral entra dans une crise interne qui déboucha sur la démission du président de l’exécutif, Segismundo Moret en juillet 1906, et la formation de trois autres gouvernements libéraux consécutifs qui ne parvinrent pas à surmonter les tensions entre les différentes factions. Considérant que le maintien des libéraux au pouvoir n’était plus souhaitable, le roi nomma alors Antonio Maura, leader d’un Parti conservateur alors relativement uni autour de sa défense de postulats régénérationistes, pour former un nouvel exécutif,.

## Composition
| Composition du gouvernement                          | Composition du gouvernement                                                                     | Composition du gouvernement | Composition du gouvernement | Composition du gouvernement | Composition du gouvernement | Composition du gouvernement | Composition du gouvernement |
| Portefeuille                                         | Titulaire                                                                                       | Titulaire                   | Titulaire                   | Début                       | Fin                         | Parti politique             |                             |
| ---------------------------------------------------- | ----------------------------------------------------------------------------------------------- | --------------------------- | --------------------------- | --------------------------- | --------------------------- | --------------------------- | --------------------------- |
| Président du Conseil des Ministres                   | Antonio Maura                                                                                   |                             |                             | 25 janvier 1907             | 21 octobre 1909             | Conservateur                |                             |
| Ministre d’État                                      | Manuel Allendesalazar                                                                           |                             |                             | 25 janvier 1907             | 21 octobre 1909             | Conservateur                |                             |
| Ministre de la Grâce et de la Justice                | Juan Armada Losada                                                                              |                             |                             | 25 janvier 1907             | 21 octobre 1909             | Conservateur                |                             |
| Ministre de la Guerre                                | Francisco de Paula Loño y Pérez                                                                 |                             |                             | 25 janvier 1907             | 30 juin 1907                | Conservador                 |                             |
| Ministre de la Guerre                                | Nicasio de Montes y Sierra (intérim durant la maladie du titulaire : 20 juin - 30 juin de 1907) |                             |                             | 25 janvier 1907             | 30 juin 1907                | Conservador                 |                             |
| Ministre de la Guerre                                | Nicasio de Montes y Sierra (interino)                                                           |                             |                             | 30 juin 1907                | 3 juillet 1907              | Conservateur                |                             |
| Ministre de la Guerre                                | Fernando Primo de Rivera                                                                        |                             |                             | 3 juillet 1907              | 1er mars 1909               | Conservateur                |                             |
| Ministre de la Guerre                                | Arsenio Linares Pombo                                                                           |                             |                             | 1er mars 1909               | 21 octobre 1909             | Conservateur                |                             |
| Ministre du Budget                                   | Guillermo de Osma y Scull                                                                       |                             |                             | 25 janvier 1907             | 23 février 1908             | Conservateur                |                             |
| Ministre du Budget                                   | Cayetano Sánchez Bustillo                                                                       |                             |                             | 23 février 1908             | 14 septembre 1908           | Conservateur                |                             |
| Ministre du Budget                                   | Augusto González Besada                                                                         |                             |                             | 14 septembre 1908           | 21 octobre 1909             | Conservateur                |                             |
| Ministre de la Marine                                | José Ferrándiz y Niño                                                                           |                             |                             | 25 janvier 1907             | 21 octobre 1909             | Conservateur                |                             |
| Ministre de l'Intérieur                              | Juan de la Cierva y Peñafiel                                                                    |                             |                             | 25 janvier 1907             | 21 octobre 1909             | Conservateur                |                             |
| Ministre de l’Instruction publique et des Beaux-arts | Faustino Rodríguez San Pedro                                                                    |                             |                             | 25 janvier 1907             | 21 octobre 1909             | Conservateur                |                             |
| Ministre de Fomento                                  | Augusto González Besada                                                                         |                             |                             | 25 janvier 1907             | 14 septembre 1908           | Conservateur                |                             |
| Ministre de Fomento                                  | José Sánchez Guerra                                                                             |                             |                             | 14 septembre 1908           | 21 octobre de 1909          | Conservateur                |                             |